# The Phantom Coach
The Phantom Coach es un cuento de fantasmas de Amelia Edwards, publicado en 1864. Fue una de sus obras más celebradas, junto con Barbara's History (1864), Lord Brackenbury (1880) y A Thousand Miles up the Nile (1877).

## Contexto
Los relatos de fantasmas fueron muy populares en el siglo XIX, y fueron generalmente cultivados por las mujeres escritoras. Estos relatos eran publicados en colecciones de cuentos sobrenaturales o en revistas, incluidas también las ediciones especiales de Navidad. La respuesta general, dada por los críticos a la cuestión de por qué este género es trabajado en su mayoría por las mujeres de la época, suele ser la de la influencia del factor económico, ya que esta era una manera fácil de obtener beneficios dado el éxito de estos relatos en este período. Sin embargo, se advierte que, si bien esta es un elemento crucial para algunas escritoras para otras era una vía para poder hacer una crítica de la cultura y las desigualdades de la época reconociendo el poder político y social que se ocultaba tras el género y que, Mary Shelley, en su ensayo On Ghosts, publicado en la London Magazine en 1824, ya deja entrever.

## La obra
The Phantom Coach o El carruaje fantasma en su traducción al español, es la historia de un joven abogado perdido en un páramo inglés durante un día de caza que se ve sorprendido por una tormenta de nieve y busca refugio en casa de un erudito aislado del resto del mundo. El erudito le ofrece comida y bebida y se quedan charlando hasta que la tormenta amaina. Luego le indica a su sirviente que le acompañe hasta el camino donde le recogerá un carruaje que se dirige al pueblo donde le espera su reciente esposa quien se estará preguntando por su paradero. El sirviente le guía hasta el principio del camino no sin antes de advertirle que tenga cuidado con un trozo del camino que está destruido por un accidente hace años donde se despeño un carruaje. El joven continúa la ruta hasta que divisa dos faros luminosos en la oscuridad y se sube rápidamente. Debido a la oscuridad no se da cuenta de las expresiones del resto de los pasajeros hasta que una leve luz los alumbra y descubre que los pasajeros son todos cadáveres descompuestos llegando a la conclusión que se había subido en el carruaje hace años accidentado y donde todos sus pasajeros habían muerto. Es encontrado al día siguiente despeñado con un brazo roto y una fractura en el cráneo, pero salva su vida gracias a que aterriza en una peña cubierta de nieve. 
Los relatos de fantasmas de Edwards parecen estar impregnados de las experiencias de la escritora como viajera ya que éstos suelen estar protagonizados por hombres jóvenes y viajeros, en su mayoría, los cuales rememoran el suceso extraño en el que se vieron envueltos desde una edad ya avanzada. Como es el caso de esta historia donde el protagonista nos habla desde la primera persona, condición primaria para un buen relato de fantasía según Todorov, ya que nos permite identificarnos con el personaje y a la vez dotar a la historia de verosimilitud ya que se ampara en su testimonio para contar la “verdad”. El protagonista, sin embargo, está rememorando este suceso ocurrido ya hace veinte años en este caso y situándonos en un plano ambiguo, entre presente y pasado cosa que también ayuda en la tarea del relato fantástico proporcionando a su vez una incertidumbre, tanto en el propio personaje como en el lector sobre la veracidad de estos hechos haciéndonos dudar de la veracidad de su historia. Esta duda, sembrada por el mismo narrador al situarse en un plano de la realidad (presente) y el otro situado en el plano de lo maravilloso (pasado) es otra de las condiciones fundamentales para los relatos fantásticos para Todorov.
Por otra parte, los relatos de fantasmas como hemos dicho antes pueden tener otras intenciones además de la intención de ganar dinero gracias a la popularidad del género en la época. Pongamos por caso a Edwards quien estaba muy bien situada en la sociedad y a la cual posiblemente no le haría falta unos ingresos económicos urgentes, el uso de este género para expresar sus ideas puede ser notado por ejemplo en algunos momentos particulares de sus relatos de fantasmas, en algunos incluso es bastante evidente, como es el caso de The New Pass, donde el protagonista ya se describe como una persona altamente escéptica, reacio a creer en las apariciones o todo aquello que no pueda ver u oír por sí mismo situándolo como testigo de un suceso sobrenatural que lo deja sin una explicación racional. En el caso de The Phantom Coach, el discurso del erudito con el protagonista mientras esperan que amaine la tormenta de nieve, se hace evidente que, tras lo que acaba siendo un monólogo por parte del erudito, se esconden otras intenciones que nos hacen creer que en realidad la autora se está expresando mediante las ideas de este personaje a quien el protagonista toma más por un poeta que por un filósofo por su porte, pero que no le cabe duda que es un sabio, que, sin embargo, humillado por creer en fuerzas sobrenaturales fue expulsado de su círculo de científicos y se recluye en una granja perdida del mundo exterior a la que fue a parar nuestro joven abogado.
Por lo tanto, no es disparatado pensar que las historias de fantasmas no solo fueron una respuesta para las angustias económicas de algunas escritoras sino también una vía por la cual éstas se expresaban, amparadas por el hecho de que este género no representaba una gran amenaza por considerarse como un género menor.